# 월성박씨 종중 묘역
월성박씨 종중 묘역(月城朴氏 宗中 墓域)은 인천광역시 남동구 서창동에 있는 고려시대의 묘역이다. 2010년 5월 3일 인천광역시의 기념물 제62호로 지정되었다.

## 개요
월성박씨(月城朴氏)는 신라 제54대 경명왕(景明王)의 제8왕자인 월성대군(月城大君)의 자손으로 고려 후기에 두각을 나타내기 시작하여 조선 전기와 중기에 크게 융성하였다. 중시조인 박구(朴龜,1337∼1404)는 고려 중군사정부령(中軍司正副令)을 역임하였는데, 고려가 망하자 이 곳에 칩거하면서 자신을 감춘다하여 호를 ‘장아(藏我)’라 하고 뒷산을 장아산이라 하였다. 장아산(해발 73.6m)서쪽 구릉에 위치한 월성박씨 종중 묘역에는 현재 박구와 그의 후손인 박간(朴幹), 박휘(朴徽), 박신겸(朴信謙),박호겸(朴好謙), 박홍중(朴弘中) 등 11기의 묘가 남아 있다. 그 중 통훈대부 추산(秋山) 박홍중은 조선중기의 문인으로 문장과 서예에 능하였고 관직을 물러난 후 장아산에서 후학을 지도하였다. 이 묘역에 있는 봉분과 묘표, 문인석, 망주석, 등은 조선시대 사대부들의 유교적인 묘제로서 특히 박휘와 박신겸, 박호겸의 묘표는 제작년대가 분명하여 조선 중기의 묘제와 조각사 연구에 중요한 금석문 자료이다.

## 참고 문헌
- 월성박씨 종중 묘역 - 국가유산청 국가유산포털